# Dipogon
Dipogon é um género botânico pertencente à família Fabaceae.